# David Deida
David Deida (* 18. März 1958 in Cleveland, Ohio) ist ein amerikanischer Autor, der über die sexuelle und spirituelle Beziehung zwischen Männern und Frauen schreibt. Seine zehn Bücher wurden in 25 Sprachen veröffentlicht. Er leitet Workshops über spirituelles Wachstum und Intimität und ist Gründungspartner des Integral Institute. Deida ist Autor zahlreicher Aufsätze, Artikel und Bücher wie Der Weg des wahren Mannes, Sex als Gebet und dem autobiographischen Roman Wild Nights.

## Leben
David Deida wurde als David Greenberg geboren und änderte später seinen Nachnamen. Im Jahr 1982 erwarb er an der University of Florida einen Bachelor in theoretischer Psychobiologie und 1989 einen Master in Biologie an der University of California, San Diego.
Nach eigener Darstellung hat er an amerikanischen und französischen Hochschulen geforscht und gelehrt. Von 1976 bis 1989 soll Deida Forschungskontakte mit dem Neurowissenschaftler Francisco Varela am Institut Pasteur und der École polytechnique gehabt haben. Von 1983 bis 2000 arbeitete er mit der Yoga-Lehrerin Sofia Diaz, um Yoga-Techniken für intime Beziehungen zu entwickeln. Von 1986 bis 1988 studierte Deida mit dem amerikanischen spirituellen Lehrer Adi Da. In der Mitte der 1990er Jahre begann Deida Bücher über spirituelle Praxis, soziokulturelle Evolution und non-duale Sexualität zu veröffentlichen und Seminare anzuleiten.

## Kernthesen
1. Maskulin/feminin oder Yin und Yang sind polare, energetische Ausdrucksformen, die in jedem Augenblick in Landschaft, Architektur, Wetter etc. sichtbar werden wie auch als ein Aspekt menschlichen Verhaltens. Mit diesem Betrachtungswinkel erkennt man sexuelle Polarität im Alltag nicht nur zwischen Menschen.
2. Zum Verständnis von sexueller Polarität ist es nützlich zu erkennen, ob die eigene Essenz (Identität oder Wesenskern) eher feminin, neutral oder maskulin ist. Sie korrespondiert mit dem biologischen Geschlecht nur bei ca. 80 % der Menschen, bei ca. 10 % ist sie neutral und bei ca. 10 % entgegengesetzt.
3. Durch Erfahrungen und Prägungen in den ersten ca. 30 Lebensjahren entwickeln sich Persönlichkeitsstrukturen (Rollen, Verhaltensmuster). Wenn die Außenwelt polares Verhalten zurückweist, wird als Schutzmechanismus eine komplementäre Persönlichkeitsschicht gebildet. Diese Zwiebelschalen der Persönlichkeit umhüllen den sexuellen Kern dadurch im Wechsel maskulin/feminin. Der Kontakt zu der eigenen sexuellen Identität wird dadurch immer schwieriger und das Verhalten wird als inkongruent erlebt. Begegnen sich Menschen nur aus diesen unbewussten Mustern, ist das Ergebnis oft unbefriedigend.
4. Wenn die polaren  Antriebe bewusst werden, eröffnen sich Liebesfähigkeiten, die letztlich den Liebespartner als Projektionsfläche transzendieren und bis zu spirituellen Erleuchtungserfahrungen führen können. Geeignete Methoden dafür findet Deida  in Lehrgebäuden von Yoga, Tantra, Daoismus und Sufismus (vgl. Rumi)[4].

## Werke
- mit Wulfing von Rohr: Warum sind Männer so schwierig? Wie Frauen ihre Partner verstehen und mit ihnen besser leben können; Handbuch für eine erfüllte Beziehung. Fischer-Media-Verlag, Münsingen/Bern 1996, ISBN 3-85681-321-7.
- Der Weg des Mannes – Yin und Yang in der Beziehung zu Frauen, Sexualität und Beruf. Droemer Knaur, München 1997, ISBN 3-426-86142-9.
- Der Weg des wahren Mannes – Ein Leitfaden für Meisterschaft in Beziehungen, Beruf und Sexualität. Kamphausen, Bielefeld 2006, ISBN 3-89901-089-2.
- Nackt zur Wahrheit ein spiritueller Begleiter für Mutige durch Leben & Tod, Liebe & Sex. Kamphausen, Bielefeld 2007, ISBN 978-3-89901-076-3.
- Instant-Erleuchtung schnell, tief und sexy. Kamphausen, Bielefeld 2008, ISBN 978-3-89901-144-9.
- Du bist Liebe. Männer, Sex und tiefes Liebesglück – ein Ratgeber (nicht nur) für Frauen. Kamphausen, Bielefeld 2008, ISBN 978-3-89901-129-6.
- mit Andrea Panster: Erleuchteter Sex Ekstase als spiritueller Weg. Goldmann Verlag, München 2012, ISBN 978-3-442-21978-0.
- Sex als Gebet. Leitfaden für Frauen und Männer zu ekstatischer Liebe und Leidenschaft. Kamphausen, Bielefeld 2012, ISBN 978-3-89901-442-6.

Bislang nicht übersetzt
- It's a guy thing: an owner's manual for women. Health Communications, Deerfield Beach, Fla. 1997., ISBN 1-55874-464-9.
- Wild Nights. Conversations with Mykonos about Passionate Love, Extraordinary Sex, and How to Open to God. Sounds True, 2005, ISBN 1-59179-233-9.

DVDs
- Spirit, sex, love: David Deida recorded live. Plexus, Austin, TX 2001, ISBN 1-889762-08-3.
- Funktion, Flow & Glow. Integral Institute, 2005.